# Castell de Kaunas
Castell de Kaunas (en lituà: Kauno pilis) es troba en Kaunas, una ciutat del país europeu de Lituània a 100 km de la capital Vílnius. L'evidència arqueològica suggereix que va ser construït originàriament a la meitat del segle xiv, en l'estil gòtic. La seva ubicació és estratègica perquè està en una elevació a les ribes del riu Nemunas a prop de la seva confluència amb el riu Neris. A començaments del segle xxi, prop d'un terç del castell estava encara dempeus.
Avui dia la torre rodona del castell de Kaunas alberga una galeria d'art. El castell està obert al turisme, i allotja festivals ocasionals. Les principals obres de reconstrucció es van iniciar l'any 2010.
En 1508, durant la Revolta de Glinskis fou atacat per intentar alliberar Xaikh Ahmad, qui havia estat Kan de la Gran Horda.

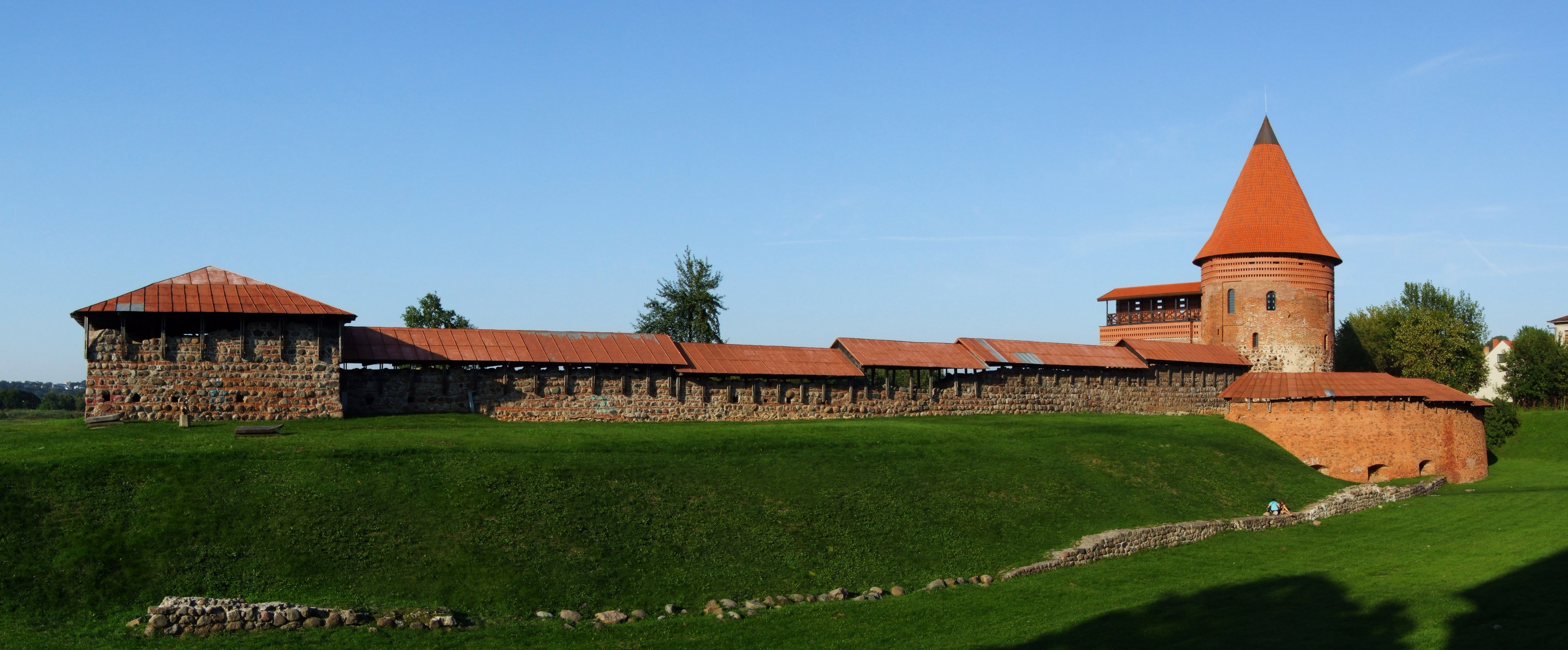
Vista panoràmica del castell.